# サシャ・パパツ
サシャ・パパツ（Saša Papac, 1980年2月7日 - ）はボスニア・ヘルツェゴビナ、モスタル出身の元サッカー選手である。元同国代表選手。ポジションはDF（センターバック）。2012年8月、鼠蹊部の怪我の回復具合が思わしくないことから現役を引退した。

## 所属クラブ
- NKシロキ・ブリイェグ 2000-2001
- FCケルンテン 2001-2004
- FKアウストリア・ウィーン 2004-2006
- レンジャーズ 2006-2012